# Marijn van den Berg
Marijn van den Berg (De Meern, Utrecht, 19 de julio de 1999) es un ciclista neerlandés que compite con el equipo EF Education-EasyPost. Su hermano Lars también fue ciclista profesional.

## Palmarés
2018
- 1 etapa del Tour de Olympia

2019
- Carpathian Couriers Race, más 1 etapa

2021
- Gran Premio Adria Mobil
- 1 etapa del Alpes Isère Tour
- Orlen Nations Grand Prix, más 2 etapas
- 2 etapas del Tour del Porvenir

2023
- Trofeo Alcudia
- 1 etapa de la Ruta de Occitania
- 1 etapa del Tour de Polonia

2024
- 1 etapa de la Volta a Cataluña
- Tour de la Región de los Países del Loira, más 2 etapas

2025
- Trofeo Las Salinas
- 1 etapa de la Ruta de Occitania

## Resultados en Grandes Vueltas
| Carrera | Carrera         | 2018 | 2019 | 2020 | 2021 | 2022 | 2023  | 2024  | 2025 |
| ------- | --------------- | ---- | ---- | ---- | ---- | ---- | ----- | ----- | ---- |
|         | Giro de Italia  | —    | —    | —    | —    | —    | —     | —     | —    |
|         | Tour de Francia | —    | —    | —    | —    | —    | —     | 109.º | Ab.  |
|         | Vuelta a España | —    | —    | —    | —    | —    | 126.º | —     | —    |

—: no participa
Ab.: abandono

## Equipos
- Delta Cycling Rotterdam (2018)
- Metec-TKH Continental Cyclingteam p/b Mantel (2019-2020)
- Groupama-FDJ Continental (2021)
- EF Education-EasyPost[1] (2022-)